# كريق بزرغ
كريق بزرغ هي قرية في مقاطعة نير، إيران. عدد سكان هذه القرية هو 163 في سنة 2006.